# 西押川
西押川（にしおしかわ）は、富山県富山市の町名である。池多地区センターが所在している。

## 特徴
ため池からの水による稲作が盛ん。

## 地理
境野新台地の上部に位置する。
集落の標高は約30mである。
- 河川-新堀川

## 施設
- 池多地区センター
- ローソン富山西押川店
- 池多郵便局

## 教育
- 富山市立池多小学校
- 池多保育園

## 交通
- 富山市コミュニティバス

## 参考出典
『富山県の地名』平凡社